# Thomas Campion
Thomas (Champian) Campion (døbt 12. februar 1567 begravet 1. marts 1620 i England) var en digter, komponist og læge, der skrev sang og melodier til hoffet. Hans første lutsange blev udgivet i 1601, og han udgav yderligere fire samlinger; alle til sine egne digte.